# 馬特森鎮區 (密歇根州)
馬特森鎮區（英語：Matteson Township）是位於美國密歇根州布蘭奇縣的一個行政鎮區。

## 地方資料
馬特森鎮區的面積為94.00平方千米，當中陸地面積為92.70平方千米，而水域面積為1.30平方千米。根據2020年美國人口普查的數據，當地共有人口1173人，而人口密度為每平方千米12.48人。